# 余杭县
余杭县，秦朝时置县，辖区在今杭州市西部，其后多有变化。
古杭州初置时，因治所在余杭县，故有杭州之名:31。1958年，撤销杭县、余杭县建制。1961年4月，又以原杭县、余杭县辖区所在的钱塘联社，新设余杭县。1994年，改设余杭市。2001年，改设余杭区（含今临平区）。

## “余杭”一名释义
“余杭”一名，一般认为是古越语地名，但具体意义有争议。东汉时成书的《越绝书·卷二》“余杭城者，襄王时神女所葬也。神多灵。”《越绝书·卷八》“朱余者，越盐官也，越人谓盐曰余”。即越地称“盐”为“余”。当代历史地理学家陈桥驿认为，浙江的余杭、余姚、余暨（蕭山縣），都是因为产盐，而称“余”名的:52。此外，浙江以“余”字冠首的地名还有余不、余罂、余渔、余英、余支等。周振鹤、游汝杰认为，古越语地名中的“余”字只有虚义，无实义:95。
至东晋、刘宋之际，“余杭”开始有了更为汉化的解释。现存最早有关“余杭”解释的文献为唐代《元和郡县志》所引刘宋《吴兴记》“秦始皇三十七年，将上会稽，除由此地，回立为县，舍舟航于此，仍以为名”，以“杭”通“航”，将“余杭”之名与秦始皇东巡联系到一起。秦始皇东巡之说经过历代方志演绎变为了“禹航”之说，此说最早可以追溯到北宋《太平寰宇记》和《太平御览》，二书均错误引用《郡国志》称“夏禹东去，舍航登陆于此，乃以为名”，而历代《余杭县志》皆因袭此说。实际上《郡国志》并无此论，而南梁刘昭在补注中仅引述秦始皇东巡之说，并以地理不合质疑：“始皇所过乃在钱唐、富春，岂近余杭之界乎？”“禹航”说自唐宋以来流传甚广，明田汝成《西湖游览志馀》则是“禹航”说的集大成者：“杭州之名，相传神禹抽水，会诸侯于会稽，至此舍杭登陆，因名禹杭……杭者，方舟也……所谓方舟，殆今浮桥是也。盖神禹至此，溪壑萦回，造杭以渡，越人思之，且传其制，遂名余杭耳。”周振鹤、游汝杰认为，“杭”字，“有人训为航，恐未必然。”:95当代历史地理学家谭其骧也将“杭”解释为渡口，在《杭城都市发展之经过》中称，“杭者，渡也，盖古代浙东西之渡口在此，即以杭名”:31。

## 历史沿革
春秋时期，其地属越國。秦王政二十五年（前222年），“王翦遂定荆江南地；降越君，置會稽郡”。余杭县的最早记载，见于秦始皇三十七年（前210年）：“余杭者，秦始皇至会稽经此，立为县。”当代研究者指出，余杭县初属江胡郡。是秦始皇东巡會稽郡的结果之一，亦是对“吴越故地镇抚的缩影”。当时，余杭县县域基本囊括今杭州市西境大部，包括今余杭区、富阳区、建德市、临安区和桐庐县一带。
西汉初年，余杭县曾短暂属于韩信楚国江南部分。汉高帝六年（前201年），韩信楚国国除，會稽郡、鄣郡改属劉賈的荆国；高帝十一年（前196），淮南王英布反，刘贾被杀，国除。高帝十二年，立沛侯劉濞为吴王，以故荆国为其封地。汉景帝二年（前155年），削吴国会稽郡，诏书甫至，吴国遂反。平定七国之乱后，属会稽郡管辖的余杭县，再次回到中央政府的直接统治下。相关文献所记，汉朝时，从余杭县南境拆分出富春县（即日后的富阳县）。但一说法存在争议，或称秦末时已有富春县，或据楚系青铜器——“富春大夫”甑相关铭文，猜测楚国曾设置过富春县。七国之乱后，汉景帝曾对会稽郡、鄣郡的行政区划进行大量调整。当代研究者推测，余杭县析置富春县极有可能便在此时。
新朝时，余杭县短暂更名为“进睦”，不久复名。东汉时期余杭县的建制，中国学界历来的争议点是其与钱唐县的关系。目前较为流行的观点认为，建武六年（30年），钱唐县并入余杭县。光和二年（179年），恢复钱唐县。建安十六年（221年），从余杭县西部分出临水县，即日后的临安县。
孫吳宝鼎元年（266年），以吴郡的余杭等县和丹阳郡故鄣等县新设吳興郡，钱唐县则仍属吴郡。此后，余杭县基本属吴兴郡不变。
隋灭南陈后，余杭县随之入隋。开皇九年（589年），废钱唐郡改置杭州，余杭县为州治。次年，杨宝英攻克杭州，称大都督。杭州移治钱唐县，不久，杨宝英被楊素镇压。大业三年（607年），改杭州为餘杭郡。唐朝武德四年（621年），复余杭郡为杭州。天宝元年（742年）年，改杭州为余杭郡，乾元元年（758年），又改为杭州。余杭县行政区划虽略有调整，但也基本属杭州，无大的变化。
南宋初年，以杭州为临安府，余杭县仍隶之。元朝时，余杭县属杭州路。明清时，余杭县属杭州府。清朝，余杭县有双溪、石濑、闲林三镇，考评：繁，难。清朝时，今余杭区和临平区区域分属余杭县、钱塘县和仁和县。
中华民国成立之时，浙江全省的各道均经裁撤，开始废府州厅改县，杭州府废，余杭县直属浙江省。1913年1月，全国废府州、存道县，实行省、道、县三级制。因故，推至1914年6月，依清朝浙江的4道辖区，复置4道。余杭县属钱塘道，县治在今余杭街道:70。1935年，浙江省设行政督察區。余杭县属第一行政督察区。1947年，余杭县属浙江省第九行政督察区，为五等县:16。
1949年4月，解放军发起渡江战役，逐步攻占浙江省。5月2日、3日，解放军攻占余杭县和杭州市、杭县。余杭县人民政府设在城镇（余杭县县城，今余杭街道）。余杭县初属浙江省第九专区（后称临安专区），为专区驻地。1953年，改属嘉興專區。1957年，改属建德专区。
1958年，隶属杭州市的杭县和余杭县建制先后撤销。4月，撤销杭县，分建为临平、塘栖、三墩、上泗4个县级区，驻地分别为临平镇、塘栖镇、三墩镇和转塘，加上杭州市郊区改名的笕桥区，共同成为杭州市郊区。有作者指出，当时杭县辖区大部分并入杭州市，小部分并入余杭县。并入余杭县的是瓶窑和长命两地，使余杭县管辖到邻近德清县的仁和镇:53—54（今仁和街道）。
1958年10月，进行人民公社化，原属杭县的4个区成立10个政社合一的人民公社，撤销区建制。余杭全县则成立跃进（后称余杭）、仓前、石鸽、长命、仁爱（后称潘板桥）、双溪、黄湖等7个公社。同时，撤销余杭县建制，并入临安县。
1959年3月，临平、亭趾、九堡、塘栖、四维5个公社，加笕桥公社，成立县级半山联社，驻地临平镇。同月，以杭州市拱墅区为依托，与良渚、东塘、三墩、留下、上泗5个公社成立县级拱墅联社，驻地拱宸桥。1960年1月，半山联社、拱墅联社合并为县级钱塘联社，属杭州市，驻地临平镇。原拱墅区仍划归杭州市城区。
1961年3月，将原余杭县境域从临安县析出，划入钱塘联社。4月，撤销钱塘联社，改为县建制，定名余杭县。县城设于临平镇，隶属杭州市。同时，正式设立余杭镇（今余杭街道）。笕桥公社和上泗公社全部、留下公社的大部分同划入杭州市区。
1994年4月，撤销余杭县，建立县级余杭市，仍属杭州市，以临平镇为县治。2001年3月，撤销余杭市建制，改为余杭区，区政府驻临平镇。

## 面积、人口
1947年，中華民國內政部编撰的《中華民國行政區域簡表》中，余杭县县域面积约为700.71平方公里，人口50117人:16。